# First Expired – First Out
First Expired – First Out (englisch für etwa „Zuerst abgelaufen – zuerst raus“), häufig abgekürzt mit FEFO, bezeichnet ein Verfahren der Lagerung, bei der Elemente, welche zuerst ablaufen, zuerst ausgelagert werden. Es unterscheidet sich vom verwandten FIFO-Prinzip dahingehend, dass nicht der Zeitpunkt der Einlagerung beziehungsweise des Wareneingangs, sondern das Mindesthaltbarkeitsdatum oder das Verfalldatum vorrangig für die Reihenfolge der Entnahme entscheidend ist. Das FEFO-Prinzip repräsentiert den Stand der Technik. Der Hauptvorteil gegenüber anderen Verfahren der Lagerhaltung ist die Risikominimierung.

## Warenwirtschaft
Im Bereich der Warenwirtschaft sind die LIFO- und FIFO-Verfahren am weitesten verbreitet. Das FEFO-Prinzip wird angewandt, wenn weiterreichende Anforderungen beispielsweise aufgrund von Kundenanforderungen oder Normen bestehen. Dies ist in erster Linie in der Lebensmittelindustrie und in der Pharmaindustrie der Fall.
In anderen Industriezweigen, beispielsweise in der Metallindustrie, wird statt des FEFO-Prinzips häufig das einfachere und weniger kostenintensive FIFO angewandt. Der Grund hierfür liegt in einem besseren Aufwand-Nutzen-Verhältnis: da beispielsweise Stahl bezüglich des Alterungsprozesses weniger kritisch angesehen wird als Lebensmittel, ist FIFO in der Regel ausreichend, FEFO nicht zwingend notwendig. Kunststoffgranulat ist in der Praxis hingegen ein Grenzfall. Im konkreten Fall kann eine Materialflusssimulation Aufschluss bieten, ob sich der FEFO-Einsatz lohnt oder nicht.

## Anwendung in der Rechnungslegung nach HGB und Steuerrecht
Zur handelsbilanziellen Bestandsbewertung im Wege einer Verbrauchsfolgefiktion ist das FEFO-Verfahren nicht zugelassen. Das HGB nennt in § 256 HGB abschließend das FIFO- und LIFO-Verfahren als zugelassene Verbrauchsfolgefiktionen (§ 256 Satz 1 HGB). Steuerrechtlich darf nur das LIFO-Prinzip angewandt werden (§ 6 Abs. 1 Nr. 2a EStG). Bilanzrechtlich wird überwiegend anerkannt, dass der tatsächliche Ablauf in der Lagerhaltung nicht mit dem Bewertungsverfahren übereinstimmen muss. Deshalb darf in der Handelsbilanz für Bewertungszwecke das LIFO- oder FIFO-Verfahren grundsätzlich auch dann unterstellt werden, wenn die tatsächliche Lagerhaltung nach dem FEFO-Verfahren arbeitet. Wenn das vom tatsächlichen Ablauf abweichende Bewertungsverfahren jedoch gezielt niedrigere Wertansätze herbeiführen soll und dabei nicht zur Vereinfachung beiträgt, kann ein Verstoß gegen die Grundsätze ordnungsmäßiger Buchführung vorliegen.